# 60 meter hækkeløb
60 meter hækkeløb er, som navnet antyder, en hækkeløbs-distance på 60 meter, men findes normalt kun ved indendørs konkurencer.

## Verdensrekorder
| Køn    | Tid  | Navn           | Nationalitet   | Dato             | Sted                   |
| ------ | ---- | -------------- | -------------- | ---------------- | ---------------------- |
| Mand   | 7,30 | Colin Jackson  | Storbritannien | 1994             | Sindelfingen, Tyskland |
| Kvinde | 7,68 | Susanna Kallur | Sverige        | 10. februar 2008 | Karlsruhe, Tyskland    |

| Atletik | Spire Denne artikel om atletik er en spire som bør udbygges. Du er velkommen til at hjælpe Wikipedia ved at udvide den. |